# 성남FM
성남FM은 대한민국의 소출력 FM 라디오 방송국으로 경기도 성남시 분당구 황새울로360번길 21에 있는 방송사이다. 경기도 분당신도시를 중심으로 인접 경기도 지역에 방송을 송출하고 있다. 주파수는 FM 90.7㎒의 FM 방송 대역이며 방송 내용은 분당 지역의 복지와 발전을 제공하고자 하는 목적으로 생방송이 80%이며 분당 지역의 지역 주민이 참여하는 지역정보제공을 하고 있다. 1W의 소출력으로 분당구청에서 반경 약 5km 이내에 거주하고 있는 주민 혹은 상주인구가 대상이며 약 43만 명으로 추산된다. 방송시간은 아침 6시부터 새벽 2시까지 20시간을 방송한다. 2012년 5월 1일 FM분당에서 성남FM으로 명칭을 변경하였다.

## 운영
지역 주민의 자발적이고 적극적 참여로 이루어진다. 고정 근무자외에 자원 봉사자와 대학 방송반 학생들이 참여한다. 대표이사는 전직 앵커인 정용석이다. 정용석 사장은 8개 지역 커뮤니티 라디오 협회의 회장이기도 하다.

## 연혁
- 2004년 8월 - 분당FM 방송 추진위원회 결성
- 2004년 11월 - 방송위원회로부터 8개 시험 지역 중 하나로 선정
- 2005년 1월 - 방송요원 공개 채용 실시
- 2005년 2월 - 서현역 인근 FM분당 스튜디오 완공
- 2005년 3월 - FM분당 주파수 할당 (FM 90.7㎒)
- 2005년 4월 - FM분당 시험방송
- 2005년 8월 - FM분당 사옥 준공검사 통과
- 2005년 9월 - FM분당 개국 및 개국 기념식 (장소: 계원예술고등학교)
- 2009년 8월 - 정식사업자 허가
- 2010년 1월 - 경인방송 iTVFM과 업무협정 체결
- 2012년 5월 1일 성남FM으로 명칭변경

## 참고 자료
- 소출력 FM 도입을 위한 일본 사례 연구, 이만제[깨진 링크(과거 내용 찾기)]